# Constante de Haber
La constante de Haber, posée par le chimiste allemand Fritz Haber, est une donnée constatée de manière empirique pour les gaz permettant de déterminer la masse de gaz létale,.
Pour chaque gaz mortel, elle s’applique selon la formule {\displaystyle P={\frac {C}{T}}}, où {\displaystyle P} la masse volumique de gaz en milligrammes par mètre cube, {\displaystyle C} est la constante du gaz et {\displaystyle T} le temps d’exposition en minutes.
Cette observation se fonde sur le postulat suivant : la dose de gaz nécessaire pour rendre mortel un gaz donné reste constante, qu'il soit inhalé en faibles quantités pendant une longue durée, ou en grandes quantités dans un temps court.
Haber extrapole cette constante de ses travaux sur les gaz de combat utilisés lors de la Première Guerre mondiale.